# Hugues Vaganay
Hugues Vaganay (* 17. April 1870 in Saint-Étienne; † 2. Oktober 1936 in Lyon) war ein französischer Bibliothekar, Romanist und Literaturwissenschaftler.

## Leben und Werk
Vaganay studierte an der Katholischen Universität Lyon bei Claude-Odon Reure und Elie Blanc und war dort zeitlebens Bibliothekar.  Er wurde zwar 1902 mit der Thèse Le sonnet en Italie et en France au XVIe siècle. Essai de bibliographie comparée (2 Bde., Lyon 1902–1903, Genf 1966) promoviert und publizierte umfangreich (u. a. in deutschen romanistischen Fachzeitschriften), verzichtete aber aus familiären Gründen auf eine Hochschullehrerkarriere.

## Weitere Werke
- Gabrielle de Coignard (1550–1586), Oeuvres chrestiennes. Sonnets spirituels, Mâcon 1900, Genf 1969
- L'Espagne en Italie, 2 Bde., Paris 1902–1903 (Revue hispanique 9, 10)
- Vocabulaire français du XVIe siècle, 2 Bde., Paris/Halle a. S. 1904–1905 (Zeitschrift für romanische Philologie 28/29)
- Amadis en français. Essai de bibliographie, Florenz 1906 (La Bibliofilia 1903–1905), Genf 1970
- (Hrsg.) La Très élégante, délicieuse, melliflue et très plaisante hystoire du roy Perceforest [1340], Mâcon 1907
- (Hrsg.) Les amours de Pierre de Ronsard, Vandomois; commentées par Marc-Antoine de Muret (Marcus Antonius Muretus). Nouvelle édition publiée d'après le texte de 1578, précédée d'une Préface de M. Joseph Vianey, Paris 1910, Genf 1970
- (Hrsg.) Les Très veritables Maximes de messire Honoré d’Urfé, nouvellement tirez de L'Astrée, Lyon 1913
- (Hrsg.) Oeuvres meslées de P. de Ronsard, Lyon 1914, Genf 1970
- Yves Giraud (Hrsg.), Le Premier livre d'Amadis de Gaule publié sur l’édition originale par Hugues Vaganay, 2 Bde., [Paris 1918] Paris 1986
- (Hrsg.) Les Plus belles fleurs de la Légende dorée de Jacques de Voragine (Jacobus de Voragine), Paris 1920
- (Hrsg.) Oeuvres complètes de Ronsard. Texte de 1578, 7 Bde., Paris 1923–1924 (mit Studie durch Pierre de Nolhac) 1944
- (Hrsg.) Honoré d’Urfé, L'Astrée, publ. sous les auspices de la Diana [Société historique et archéologique du Forez], 5 Bde., Lyon 1925–1928, Genf 1966, 1995 (Text online durch Reinhard Krüger und Seminar, Universität Stuttgart)
- Philippe Desportes, Oeuvres, Straßburg 1925
- Les Recueils de Noëls imprimés à Lyon au XVIe siècle. Essai de bibliographie suivi de quelques textes,  Autun 1935